# Brisingenes anchista
Brisingenes anchista is een veertienarmige zeester uit de familie Brisingidae.
De wetenschappelijke naam van de soort werd in 1919 gepubliceerd door Walter Kenrick Fisher. De soort werd door hem beschreven aan de hand van materiaal dat bij een tocht met het Amerikaanse onderzoeksschip Albatross tussen 1907 en 1910 was opgedregd van 559 vadem (1022 meter) diepte in de Buton Straat tussen Buton en Muna in Zuidoost-Sulawesi. De soort was Fisher slechts van deze ene locatie bekend.